# انحدارية
الاعتقاد بالانحدارية أو ظنيه التدهور هو الاعتقاد بأن المجتمع أو المؤسسة أو المنظومة متجهه نحو الانحدار والتدهور. وبشكل دقيق، هو تحيز معرفي يميل إلى ان يفضل الايام الماضية واحداثها على ماسيحدث في المستقبل. ولكون العقل يدرك ان الماضي مجرد ذكريات جميلة يحب ان يعيشها، يقع في تحيز معرفي يرى من خلاله مستقبل سلبي.
الأنحدارية هي ظاهرة واسعة الانتشار. في استبيان نشر عام 2015 اظهر ان 70% من البريطانيين اتفقوا مع بيان أن «الأمور أسوأ مما كانت عليه»، مع انهم، في وقت نشر الاستفتاء، كانوا في الواقع «أكثر ثراء وأكثر صحة ومعدل عمرهم أطول من أي وقت مضى.»
وفقا لـ آدم جونيك، «تأسست الانحدارية في عام 1918 في الكتاب الذي أعطى» مفهوم الانحدار أو التدهور«شهرة واسعة من خلال عمل المؤرخ الألماني أوزوالد شبنغلر، المكون من ألف صفحة اسم الكتاب 'تدهور الحضارة الغربية.'»

## أمريكا واعتقادها بالانحدار والتدهور
الولايات المتحدة على وجه الخصوص لديها تاريخ من التوقعات بأنها ستنحدر   أو انها مقبلة على تدهور منذ بداية الاستيطان الأوروبي لها، اما في منظومتها الاقتصادية، الاجتماعية، أو الحكومية على سبيل المثال. ما يسمى الآن بالتدهور الأمريكي كان موضوعا يتردد ومازال في سياسة الولايات المتحدة منذ الخمسينيات الميلادية.
المجلة الأقتصادية المعروفة ذي ايكونوميست نشرت: «أمريكا معرضة للأنحدار». المؤرخ فيكتور ديفيس هانسون سبق وان حدد عدة مراحل متتالية يثبت فيها حدوث الانحدار للولايات المتحدة اقتصادياً واجتماعياً.
خلال فترة "الكساد العظيم" كان العاطلين عن العمل من الامريكيين ينظرون إلى فخر ونجاح «ألمانيا الجديدة» بخوف وتوجس. في الخمسينيات الميلادية، نجاح اطلاق القمر الصناعي السوفيتي سبوتنيك 1 وانتشار الشيوعية في العالم زرع الهلع في نفوس الأميركيين خوفاً من ان يسبقهم الاتحاد السوفياتي. بعدها بعقدين من الزمن، هز ازدهار الاقتصاد الياباني مشاعر الامريكيين سلباً. ايضاً في التسعينيات ظهر الاتحاد الأوروبي لقيادة المستقبل. في القرن الواحد والعشرين، تركزت مخاوف أمريكا من تسارع صعود الصين، خصوصاً مع تضخم صادراتها العالمية وبنائها للمدن الكبرى. وبالرغم من هذه المخاوف واحده تلو الأخرى، اكد هانسون: ان هذة المخاوف لم يكن لها أساس من الصحة: «الفاشية سحقت، والشيوعية انهارت؛ واقتصاد اليابان هرم وتقلص، والاتحاد الأوروبي يتقهقر.»
في كتاب اصدر عام 2011 لـ توماس ل. فريدمان ومايكل ماندلباوم ذكر أن الولايات المتحدة كانت في خضم الموجة الخامسة التي قد تتسبب في انحدارها. الأولى كانت عندما اطلاق الاتحاد السوفيتي قمرهم الاصطناعي سبوتنيك 1 عام 1957، والثانية كانت حرب فيتنام، والثالثة كانت خلال كلمة للرئيس جيمي كارتر وحديثة عن تدهور ثقة الامريكيين من صعود اليابان، والرابعة احدثها بزوغ الصين.
الانحدارية الأمريكية، كأعتقاد، بأمكانها التأثير سلباً وبدون سابق انذار على من سبق وعبروا بتفاؤل عن مستقبل أمريكا. وعلى سبيل المثال، لاحظ المؤرخ روبرت كاغان عام 2004 ان الناقد الاعلامي فريد زكريا وصف وضع أمريكا الراهن بأنه وضع مستقر ومزدهر لم يسبق له مثيل منذ قرون، لكن بحلول عام 2008 بدأ نشر مقالات عن مرحلة بزوغ وصعود باقي بلدان العالم ومرحلة مابعد أمريكا. 
في المقالة التي ظهرت في مجلة ذا نيشن في 13 حزيران / يونيو 2017، للمؤلف توم انجلهارد والذي وصف من خلالها المرشح للرئاسة في حينها دونالد ترامب انه أول مرشح للرئاسة الأمريكية سيتسبب في انحدار أمريكا وتدهورها.

## المسببات
الأعتقاد الانحداري تم وصفه على انه إحدى الخدع العقلية للانسان لتشكيل شماعة لتعليق كل سلبيات الواقع الحالي عليه. هو اسلوب عاطفي يريح الإنسان بأن الملامة ليست علية.
عامل واحد في هذا الاعتقاد يسمى "reminiscence bump"، وهذا يعني أن ذاكرة كبار السن تفضل تذكر الاحداث التي حدثت بين سن العاشرة والثلاثين  حسب إحدى المصادر، حيوية الشباب ومتعة تجربة الاشياء لأول مرة تخلق ذاكرة ذات جودة عالية مقارنة بالاحداث والتجارب التي تحدث في مرحلة متقدمة من العمر والتي قد تبدو انها ذكريات باهته لا تفاصيل فيها." أحد الباحثين يشير إلى أن فكرة تدهورنا كأمة، تجذب العواطف. هذا بسبب ان الإنسان في هذه الحياة كفرد يعلم علم اليقين انه يهرم مع الوقت ويتدهور. نقلا عن انتشار حب "الأغاني القديمة، كلنا نعلم مدى حبنا لتلك الاغاني كل جيل له مجموعة اغاني يصفها بأنها قديمة واصيلة."
عامل آخر هو ما يسمى اثر الايجابية، وهذا يعني انه كلما تقدم الإنسان بالعمر، قل تعرضه للمواقف العاطفية السلبية، واصبح عرضه لتذكر المواقف الايجابية أكثر من ماحدث له من مواقف سلبية.
كل هذه العوامل يمكن أن تقود الإنسان لتبني اعتقاد الانحدار.ولكن لا نغفل ان التفكير السلبي أو مايسمى بالانحياز السلبي، قد يسبب للانسان ضراراً أكبر على فكره وسلوكة إذا ماقارناه بالاحداث الايجابية المماثلة". 